# Onderstam (biologie)
Een onderstam, ook wel substam of subfylum of onderfylum genaamd, is een taxonomische rang of een taxon in die rang. Het wordt voorafgegaan door de stam en meestal gevolgd door de klasse. De manier om met rangen om te gaan verschilt voor de plantkunde iets van die voor zoölogie, zo komen rangen in de plantkunde en rangen in de zoölogie niet altijd overeen.